# 未来 (短歌結社)
『未来』（みらい）は、日本の一般社団法人「未来短歌会」（理事長・大辻隆弘）が発行する月刊の短歌結社誌であり、1951年に創刊された。編集発行人は大辻隆弘、運営委員長は中沢直人。アララギ系の歌誌の一つ。未来短歌会は日本を代表する短歌結社の一つであり、700名を超える会員が所属している。

## 選者
大島史洋、大辻隆弘、佐伯裕子、道浦母都子、山田富士郎、加藤治郎、池田はるみ、中川佐和子、笹公人、黒瀬珂瀾、紀野恵、田中槐、高島裕、飯沼鮎子、江田浩司。以上、2025年3月時点。

## 歴史
- 1951年6月 - アララギ同人だった近藤芳美、岡井隆、吉田漱らを中心に創刊。創刊時の主要参加者は、相良宏、田井安曇、河野愛子、川口美根子、米田律子ら。

初代発行人は近藤芳美。初期に高安国世、杉浦明平が誌友として参加した。
- 1951年（昭和26年）から1982年（昭和57年）-

編集担当者は細川謙三、稲葉健二、吉田漱、岡井隆、田井安曇、秋村功、大島史洋、小野寺幸男等が務めていた。
- 1983年 - 編集委員制度となる。岡井隆、大島史洋、古明地実、小野寺幸男が務めた。
- 1983年7月 - 複数選者制度を採用する。

初代選者は、近藤芳美、岡井隆、河野愛子、細川謙三、後藤直二、金井秋彦、石田比呂志、川口美根子。
- 1986年 - 石田比呂志、選者を退任。
- 1989年 - 河野愛子死去、大島史洋が選歌欄を引き継ぐ。
- 1990年（平成2年）-

以降の主な編集委員：岡井隆、阿木津英、大島史洋、加藤治郎、さいとうなおこ、佐伯裕子、道浦母都子。
運営委員は、吉田漱、桜井登世子等。
- 1991年 - 河野愛子賞を設立。

創刊40周年記念『「未来」と現代短歌：アルバムと年表による40年』刊行。
- 1992年（平成4年） - 1993年（平成5年）-

秋山律子、池田はるみ、黒木三千代、山田富士郎などが編集委員に加わる。
- 1993年（平成5年）- 9月号と10月号に「500号記念：未来歌集」を掲載。
- 1994年 - 米田律子、選者に加わる。
- 1995年（平成7年）- 以降、飯沼鮎子、大滝和子、大辻隆弘、小林久美子、紺野万里、さいかち真、高島裕、田中槐、恒成美代子、中川佐和子等が編集委員に加わる。
- 2001年2月 - 発行所を近藤芳美方から東京都中野区東中野に移転。岡井隆が発行人となる。
- 2001年8月 - 吉田漱死去。
- 2002年（平成14年）- 1月号から3月号を「600号記念号」と称して発行。
- 2003年 - 10月号より佐伯裕子、山田富士郎、加藤治郎が選者に加わる。
- 2004年 - 4月号より道浦母都子が選者に加わる。6月号をもって細川謙三が選者を退任。
- 2005年 - 9月号をもって近藤芳美、12月号をもって金井秋彦が選者を退任。

稲葉峯子、桜井登世子が選者に加わる。
- 2006年6月 - 近藤芳美死去。
- 2006年9月 -「近藤芳美をしのぶ会」を東京神田の学士会館にて開催。12月号をもって後藤直二が選者を退任。
- 2010年 - 1月号をもって川口美根子が選者を退任。

2月号よりさいとうなおこ、池田はるみ、大辻隆弘が選者に加わる。
- 2011年7月 - 「未来」創刊60周年記念大会を東京一ツ橋の如水会館にて開催[4]。
- 2012年 - 10月号より笹公人、黒瀬珂瀾が選者に加わる[5][6]。
- 2013年 - 一般社団法人未来短歌会となる。12月号をもって稲葉峯子が選者を退任。
- 2014年 - 10月号より中川佐和子が選者に加わる。
- 2016年 - 10月号を「777号記念号」として発行。

高島裕が12月に未来短歌会へ復帰。合田千鶴が12月号まで表紙画を担当。
- 2017年 - 9月号をもって桜井登世子が選者を退任。
- 2018年 - 1月号から紀野恵が選者に加わる。
- 2020年 - 6月号から田中槐と高島裕、11月号から黒木三千代が選者に加わる。
- 2020年7月-岡井隆の逝去に伴い、大辻隆弘が編集発行人に就任。
- 2021年6月-「岡井隆をしのぶ会」を東京ステーションホテルにて開催。
- 2023年 - 8月号をもって黒木三千代が選者を退任。9月号から飯沼鮎子、江田浩司が選者に加わる。
- 2024年 - 6月号をもって、さいとうなおこが選者を退任。

## 主な誌面構成（2025年3月現在）
作品
- 月集
- 新集
- ニューアトランティス
- ニューアトランティスopera
- 未来広場　みらい・プラザ
- 選者欄
  - 「聲のさざなみ」道浦母都子　選
  - 「月と鏡集」佐伯裕子　選
  - 「無何有の郷」山田富士郎　選
  - 「彗星集」加藤治郎　選
  - 「かつて門」池田はるみ　選
  - 「抒情の奇妙な冒険」笹公人　選
  - 「陸から海へ」黒瀬珂瀾　選
  - 「花かがり集」中川佐和子　選
  - 「フムフムランド飛地」紀野恵　選
  - 「フェルミの海」田中槐　選
  - 「文机集」高島裕　選
  - 「青鳩集」飯沼鮎子　選
  - 「草影集」江田浩司　選
  - 「青羅集」大島史洋　選
  - 「夏韻集」大辻隆弘　選

その他
- 書評
- 時評
- アンソロジー（X月の未来から主題に関連した歌を集めたもの）
- 「X月新集を読む」「ニューアトランティスX月を読む」「ニューアトランティスoperaX月を読む」「X月集を読む」（主に外部の歌人による歌の感想・批評）
- 「工房月旦」（主に会の歌人による歌の感想・批評）
- 今月の歌（表紙裏）　（外部の歌人の歌集と短歌数首を取り上げる）
- 歌会だより

## 主な行事
- 大会
- 新年会
- 批評会・関西批評会
- 歌集批評会
- 未来賞：未発表作品二十首を会員より公募し、選者を中心とした選考委員の合議により決定される
- 未来評論・エッセイ賞：誌上に掲載された評論・エッセイから選出される
- 未来年間賞：各選歌欄の中から、一年を通じて優れた作品を発表した者に授賞される

## 未来に参加していたことのある歌人
- 田井安曇
- 山埜井喜美枝[8]
- 阿木津英[9]
- 早坂類 [10]
- 東直子 [11]
- 萩原慎一郎 [12]
- 小坂井大輔
- 前川明人
- 山階基